# Faro Mamelles
El Faro Mamelles (en francés: Phare des Mamelles) es un faro situado en la península de Cabo Verde (Cap-Vert), a unos 4 km al sureste de la punta Almadies, el extremo occidental del continente africano y a 9 km al noroeste de Dakar la capital de Senegal, en la más occidental y más grande de las dos colinas volcánicas cónicas nombradas les Mamelles.  Es el faro más antiguo de Dakar, considerado el más poderoso en África junto con el del Cabo de Buena Esperanza.
Su construcción se terminó en 1864, como recuerda la inscripción en el frontón, modificada en 1911. En 1954 la potencia del faro se aumentó de 6.000 vatios a 115 voltios.